# Algoritmo del punto medio para circunferencias

Animación de la progresión iterativa del dicho algoritmo. Sólo se calcula la posición de los píxeles de un octavo de la circunferencia, por arriba pintado verde. Se copia el octavo a los arcos restantes mediante siete reflexiones, así no se pierde tiempo de proceso en iteraciones innecesarias.

Rasterizado de una circunferencia mediante el algoritmo del punto medio.

En computación gráfica, el algoritmo del punto medio para circunferencias es un algoritmo usado para determinar los puntos necesarios para rasterizar una circunferencia. El algoritmo se puede generalizar a curvas cónicas.

## Funcionamiento
Una circunferencia se define como un conjunto de puntos que se encuentran, en su totalidad, a una distancia determinada r de una posición central. Es posible reducir el cálculo al considerar la simetría de las circunferencias, la forma de la circunferencia es similar entre cuadrantes y simétrica entre octantes.
Para aplicar el método del punto medio, definimos una función de circunferencia como
{\displaystyle p_{k}=f_{\rm {circunferencia}}(x,y)=x^{2}+y^{2}-r^{2}}
Entonces:
{\displaystyle f_{\rm {circunferencia}}(x,y)<0} si (x,y) está dentro de la frontera de la circunferencia.
{\displaystyle f_{\rm {circunferencia}}(x,y)=0} si (x,y) está en la frontera de la circunferencia.
{\displaystyle f_{\rm {circunferencia}}(x,y)>0} si (x,y) está fuera de la frontera de la circunferencia.
Los parámetros de decisión sucesivos se obtienen al utilizar cálculos incrementales.

## Algoritmo
El algoritmo será el siguiente:
```
 *Se capturan el radio 
r
 y el centro de la circunferencia 
(x
c
, y
c
)
.
 *Se obtiene el primer punto de la circunferencia centrada en origen 
(x
c
, y
c
)
 como 
(0, r)
.
 *Se calcula el valor inicial del parámetro de decisión como 
p
0
=5/4 - r
.
 Para k=0 hasta x>=y incrementa k
    Si p
k
 < 0 
       *Siguiente punto de la circunferencia con centro (0,0) es 
(x
k+1
, y
k
)
.
       *
p
k+1
=p
k
+2x
k+1
+1
.
    Sino
        *Siguiente punto de la circunferencia con centro (0,0) es 
(x
k+1
, y
k
-1)
.
       *
p
k+1
=p
k
+2x
k+1
+1-2y
k+1
.
    //Donde 2x
k+1
=2x
k
+2  y  2y
k+1
=2y
k
-2
 
 *Se determinan los puntos de simetría para los otros siete octantes.
 *Se mueve cada posición del pixel calculada (x,y) a la trayectoria circular centrada en 
(x
c
, y
c
)
 
   y trazamos los valores de las coordenadas: x=x+x
c
 y y=y+y
c
.
 Fin Para
```

## Generalizaciones
El algoritmo se puede generalizar a otras secciones cónicas, como pueden ser elipses y parábolas. Por ejemplo, para la elipse, que se define como conjunto de puntos en que la suma de las distancias desde dos posiciones fijas sea la misma para todos los puntos, simplemente se tiene que cambiar la definición de la fórmula, 
{\displaystyle p_{k}=f_{\rm {elipse}}(x,y)=r_{y}^{2}x^{2}+r_{x}^{2}y^{2}-r_{x}^{2}r_{y}^{2}}
teniendo en cuenta que la elipse en posición estándar es simétrica entre cuadrantes. Las condiciones de frontera son las mismas que en el caso de la circunferencia y los parámetros de decisión sucesivos se obtienen al utilizar cálculos incrementales. 
De esta manera el algoritmo será el siguiente:
```
 *Se capturan los radios 
r
x
, 
r
y
 y el centro de la elipse 
(x
c
, y
c
)
.
 *Se obtiene el primer punto de la elipse centrada en origen 
(x
c
, y
c
)
 como 
(0, r
y
)
.
 *Se calcula el valor inicial del parámetro de decisión de la región 1 como 
p
10
=r
y

  

    

      

        

          

          

            
2

          

        

      

    

    
{\displaystyle ^{2}}

  

-r
x

  

    

      

        

          

          

            
2

          

        

      

    

    
{\displaystyle ^{2}}

  

r
y
+ 0.25 r
x

  

    

      

        

          

          

            
2

          

        

      

    

    
{\displaystyle ^{2}}

  

.
 *En cada posición x
k
 en la región 1 para k=0
    Si p
1k
<0 
       Punto siguiente = (x
k+1
, y
k
)
       p
1k+1
=p
1k
+2r
y

  

    

      

        

          

          

            
2

          

        

      

    

    
{\displaystyle ^{2}}

  

x
k+1
+r
y

  

    

      

        

          

          

            
2

          

        

      

    

    
{\displaystyle ^{2}}

  

 *Se calcula el valor inicial del parámetro de decisión de la región 2 utilizando el último (x
0
,y
0
)
calculado en la región 1 como 
p
20
=r
y

  

    

      

        

          

          

            
2

          

        

      

    

    
{\displaystyle ^{2}}

  

(x
0
+0.5)

  

    

      

        

          

          

            
2

          

        

      

    

    
{\displaystyle ^{2}}

  

+r
x

  

    

      

        

          

          

            
2

          

        

      

    

    
{\displaystyle ^{2}}

  

(y
0
-1)

  

    

      

        

          

          

            
2

          

        

      

    

    
{\displaystyle ^{2}}

  

-r
x

  

    

      

        

          

          

            
2

          

        

      

    

    
{\displaystyle ^{2}}

  

r
y

  

    

      

        

          

          

            
2

          

        

      

    

    
{\displaystyle ^{2}}

  

.
 *En cada posición y
k
 en la región 2 para k=0
    Si p
2k
>0 
       Punto siguiente = (x
k
, y
k-1
)
       p
2k+1
=p
2k
-2r
x

  

    

      

        

          

          

            
2

          

        

      

    

    
{\displaystyle ^{2}}

  

y
k+1
+r
x

  

    

      

        

          

          

            
2

          

        

      

    

    
{\displaystyle ^{2}}

  

 *Se determinan los puntos de simetría para los otros tres cuadrantes.
 *Se mueve cada posición del pixel calculada (x,y) a la trayectoria elíptica centrada en 
(x
c
, y
c
)
 
  y trazamos los valores de las coordenadas: x=x+x
c
 y x=x+x
c
.
 *Se repiten los pasos de la región 1 hasta que 2r
y
2x
0
 >=2r
x
2y
0
```

### Publicaciones
- Alan Watt: 3D Computer Graphics, 3rd edition 2000, p. 184 (Rasterizing edges). ISBN 0-201-39855-9